# Prorodes
Prorodes  là một chi bướm đêm thuộc họ Crambidae.

## Các loài
- Prorodes camofelica Kirti & Kaur, 2009[4]
- Prorodes leucothyralis Mabille, 1900
- Prorodes mimica C. Swinhoe, 1894